# Boldklubben 1909
Der Boldklubben 1909, im deutschsprachigen Raum auch als B 1909 Odense bekannt, ist ein dänischer Fußballverein in Odense. Der heutige Amateurklub wurde zweimal dänischer Meister. Die erste Mannschaft ging im Sommer 2006 im FC Fyn auf.

## Geschichte
Der Boldklubben wurde 1909 gegründet und entwickelte sich zu einer der führenden Mannschaften auf der Insel Fünen. Da zu Beginn des 20. Jahrhunderts noch keine landesweite Meisterschaft ausgetragen wurde, waren die regionalen Meistertitel, die der Klub in den ersten beiden Jahrzehnten seines Bestehens ergatterte die höchstmöglichen Meriten. 1927 beschloss der Landesverband mit der Schaffung des Danmarksturnering, für das sich die regionalen Meister qualifizierten, einen ersten landesweiten Wettbewerb, der jedoch von den Kopenhagener Mannschaften dominiert wurde.
Während der Besetzung Dänemarks im Zweiten Weltkrieg gehörte der Boldklubben 1909 zu den Teilnehmern der Kriegsmeisterschaft und erreichte 1942 und 1944 jeweils das Halbfinale. Bei der Wiederaufnahme des geregelten Spielbetriebs im Sommer 1945 wurde der Klub der höchsten Spielklasse zugeteilt, stieg aber direkt ab. In den folgenden Jahren wechselte der Klub zwischen erster und zweiter Liga, hielt sich aber ab 1954 dauerhaft in der Liga. Fünf Jahre später gewann die Mannschaft vor Kjøbenhavns Boldklub ihren ersten Meistertitel, im Europapokal der Landesmeister 1959/60 war jedoch in der ersten Runde gegen den Wiener Sport-Club Schluss. Es folgten Jahre im Mittelfeld der Liga, in denen 1962 der Pokalsieg gelang. 1964 gewann der Klub erneut die Meisterschaft, dieses Mal blieb man an Dinamo Bukarest in der Vorrunde hängen.
Nach dem Abstieg 1966 stieg Boldklubben 1909 direkt wieder auf, konnte aber nicht mehr an die alten Erfolge anknüpfen. 1971 gewann der Klub zwar zum zweiten Mal den Pokal, war aber hauptsächlich ein durchschnittlicher Erstligaverein, bis sich der Klub 1977 in die zweite Liga verabschiedete. 1992 gelang der Wiederaufstieg in die erste Liga, dem der direkte Abstieg folgte. Lange Zeit spielte der Klub anschließend in der zweiten Liga, ehe er in der zweiten Hälfte der 1990er Jahre zwischen zweiter und dritter Liga wankte.
Nach anhaltenden finanziellen Problemen gliederte Boldklubben 1909 im Juli 2006 seine erste Mannschaft aus, die sich mit Boldklubben 1913 und Dalum IF zum FC Fyn zusammenschloss. Fortan trat Boldklubben 1909 im unterklassigen Amateurbereich an.

## Trainer
- Carlos Pintér (1964–1965)
- Richard Møller Nielsen (1974–1975)